# Bagan Batu
Bagan Batu is een bestuurslaag in het regentschap Rokan Hilir van de provincie Riau, Indonesië. Bagan Batu telt 33.877 inwoners (volkstelling 2010).